# Invazie

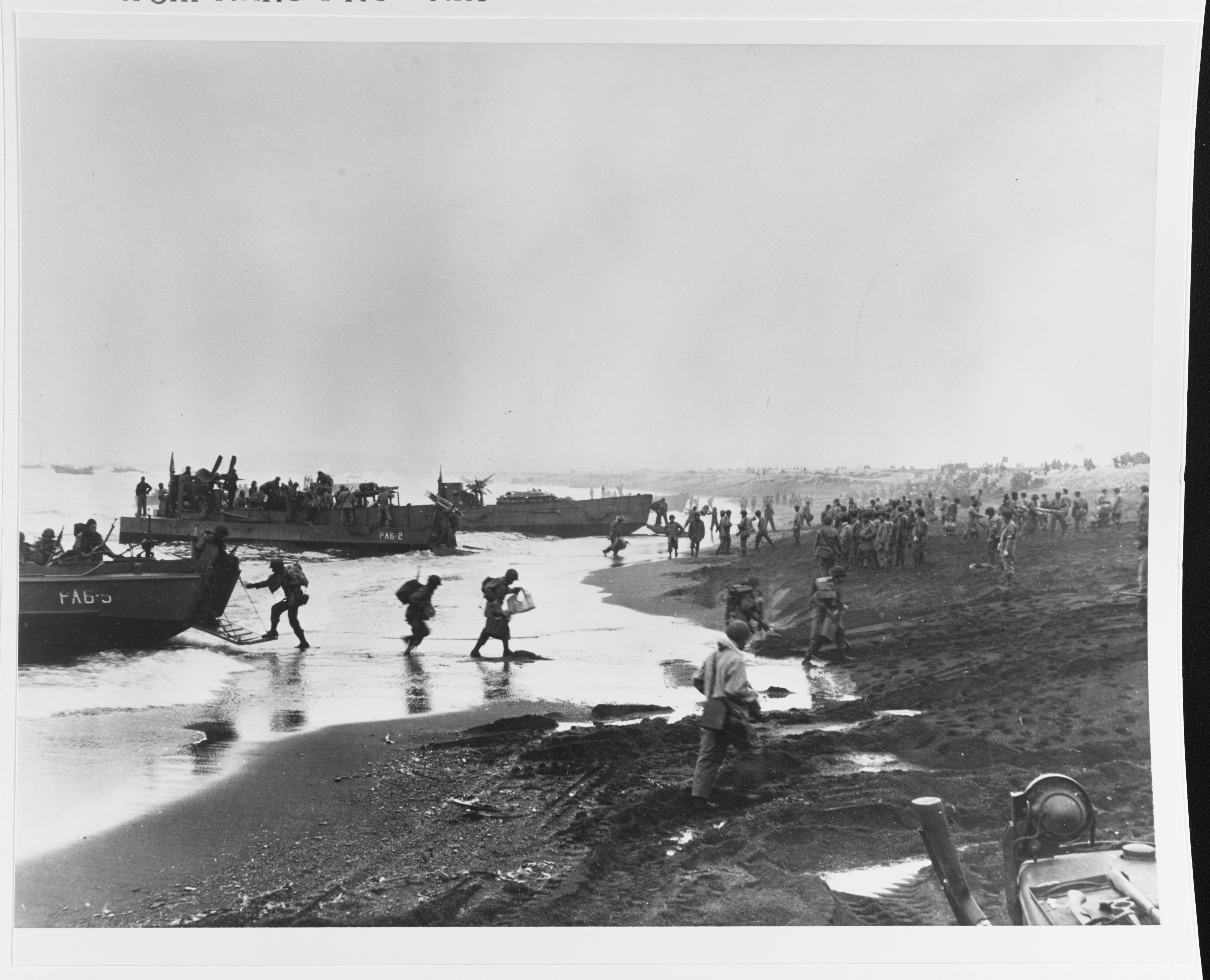
Invazia trupelor americane a insulelor Aleutine (august 1943)

Invazia este o acțiune militară, consistând în intrarea trupelor într-o zonă străină (o națiune, un teritoriu sau parte din ele), puterea invadatoare obținând controlul asupra acelei zone (ocupație), pe o perioadă scurtă sau mai lungă. Invaziile deseori întâmpină rezistență din partea popoarelor indigene.
Invaziile pot fi produse pentru a schimba conducerea unei națiuni sau a unui teritoriu. Acest tip de invazie poate fi perceput fie ca un act de uzurpare, fie de eliberare.
Cuvântul intervenție este folosit uneori ca un eufemism pentru invazie.

## Invazii în istorie

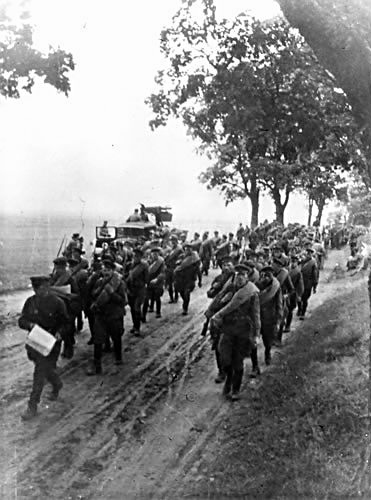
Invazia sovietică a Poloniei

- Invazia asiriană a Regatului Israel
- Invazia persană a Greciei
- Invazia macedonǎ a Persiei
- Invazia romană a Britaniei
- Invaziile barbarilor
- Expansiunea musulmană
- Invaziile vikingilor
- Cucerirea normandă
- Cruciadele
- Invazia lui Ginghis Han asupra Chinei
- Invazia mongolǎ în Europa
- Invazia timuridǎ a Indiei
- Invazia manciurianǎ a Chinei
- Invaziile otomane în Europa
- Invazia olandezǎ a Angliei
- Invazia francezǎ al Rusiei
- Invazia sovietică a Poloniei
- Invazia germanǎ a Uniunii Sovietice
- Invazia americană a Irakului